# ジョシュ・オブライエン
ジョシュ・オブライエン（Josh O'Brien、1983年12月15日 - ）は、アメリカ出身のプロレスラー。北アイルランド出身を自称する。

## 来歴
2006年に来日。WWEのファンであり、元WWEのTAJIRIが主宰するSMASHワールドトライアウトに応募し書類選考で不合格となったが、練習生第1号となる。
2010年12月25日、新宿FACEで行われた「ハプニングEve'」でプロレスを学ぶ一環としてレフェリーとしてデビュー。
2011年1月19日、新宿FACEで行われた「We are SMASH」におけるAKIRA戦でレスラーデビュー。その後は矢郷良明、中川ともかとともに「チーム矢郷DX」として活動した。
2012年4月5日、TAJIRI以下元SMASH所属全選手、レフェリー、練習生とともに、新団体「Wrestling New Classic」に移籍。
2013年1月、WNCを退団し帰国。9月15日、フリーとして再度来日し我闘雲舞に参戦。11月10日、シアタープロレス花鳥風月を運営するG-TALENTと契約。
2014年3月、プロレスリングFREEDOMSの後楽園ホール大会ダークマッチにおいて、ジョシュと同日に花鳥風月所属となった服部健太と対戦し勝利。4月6日、王子小劇場で開催された花鳥風月杯ジュニアヘビー級トーナメントにおいて、シマ重野（不戦勝）、コシ☆ヒカ〜ルを破るも、政宗に敗れ準優勝に終わる。12月2日、天龍プロジェクト＆VKF合同興行では6人タッグマッチながら天龍源一郎と激突しメインを任されるなど、インディペンデント・ガイジンレスラーとして活動。
2015年9月27日、スーパーFMW浅草大会に参戦。佐藤竜騎士の持つアメリカスヘビー級王座に挑戦も、フィッシャーマンズバスターで敗北。11月3日の大会を最後に欠場するが、2016年2月14日大会での真霜拳號戦で復帰。
2017年3月25日、佐藤光留プロデュース興行「コンディション・グリーン」で全日本プロレスの野村直矢と対戦し敗北。
2018年11月発売の週刊プロレス増刊「プロレスラー選手名鑑2019」において、実はアメリカ・マサチューセッツ州ボストン出身であることをカミングアウトした。
2019年3月18日、ASUKA PROJECT解散興行・後楽園大会に参戦。プロテストの相手を務めた篠瀬三十七の引退試合の最後の相手を勤め上げた。また、花鳥風月を離れフリーランスとなったことを明らかにした。

## 得意技
タックル
各種投げ技
No.8
インプラントDDT
フィニッシュとなることは少ないが、使用頻度の高い技。
雪崩式フランケンシュタイナー
主に雪崩式技の返し技として大一番で使用。
ペディグリー

## 入場テーマ
- 「花鳥風月」 （一世風靡セピア）

## 出演

### ウェブテレビ
- チャンスの時間（2018年7月4日、AbemaTV）